# Platyrhinoidis triseriata
A Platyrhinoidis triseriata a porcos halak (Chondrichthyes) osztályának elektromosrája-alakúak (Torpediniformes) rendjébe, ezen belül a Platyrhinidae családjába tartozó faj.
Nemének az egyetlen faja.

## Előfordulása
A Platyrhinoidis triseriata előfordulási területe a Csendes-óceán keleti fele. Az Amerikai Egyesült Államokbeli San Franciscotól egészen a mexikói Alsó-Kaliforniáig található meg.

## Megjelenése
A legnagyobb kifogott példány 91 centiméter hosszú volt, de körülbelül 48 centiméteresen már felnőttnek számít. A hátán három tüskesor fut végig.

## Életmódja
A szubtrópusi part menti vizek lakója, ahol a homokos, iszapos vagy „barnamoszaterdők” által borított tengerfenéken vadászik. A 0-137 méteres mélységek között tartózkodik, de általában 50 méter mélyen. Gyakran a homokba rejti el magát. Magányosan vagy kisebb csoportokban él. Rákokkal, férgekkel és puhatestűekkel táplálkozik. A Lorenzini-ampullák segítségével 5-15 Hz frekvenciájú elektromos hullámokat képes érzékelni.

## Szaporodása
Feltételezhetően, amint rokonai is, ez a porcos hal is ál-elevenszülő (ovovivipar). Miután a kis ráják felélték a szikzacskóik „sárgáját”, a szikzacskók az emlősök méhlepényéhez hasonló burokká alakulnak át. Ebben az anyaállat nyálkával, zsírral vagy fehérjével táplálja kicsinyeit. Egy alomban 1-5 kis rája lehet.

## Képek

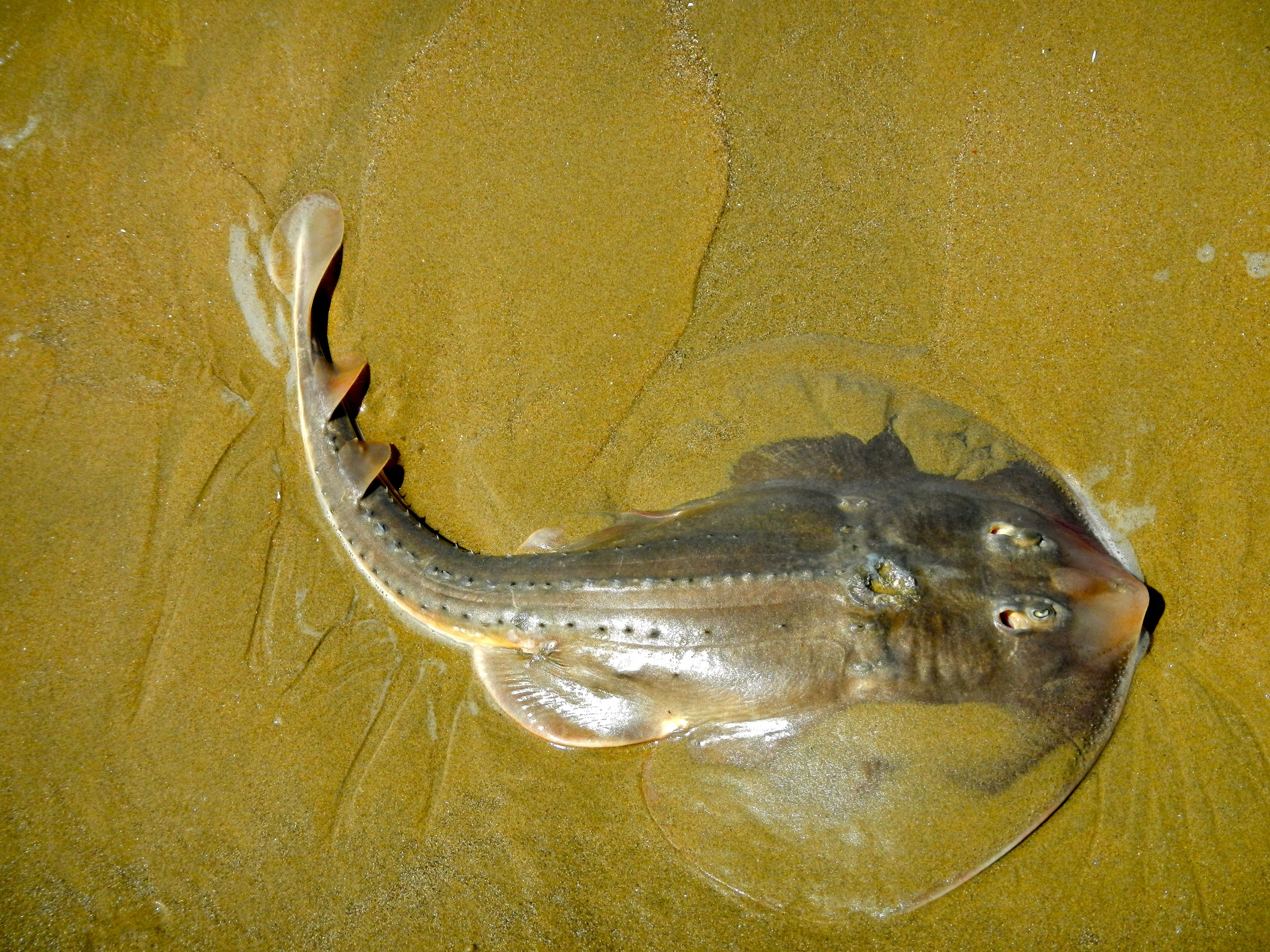
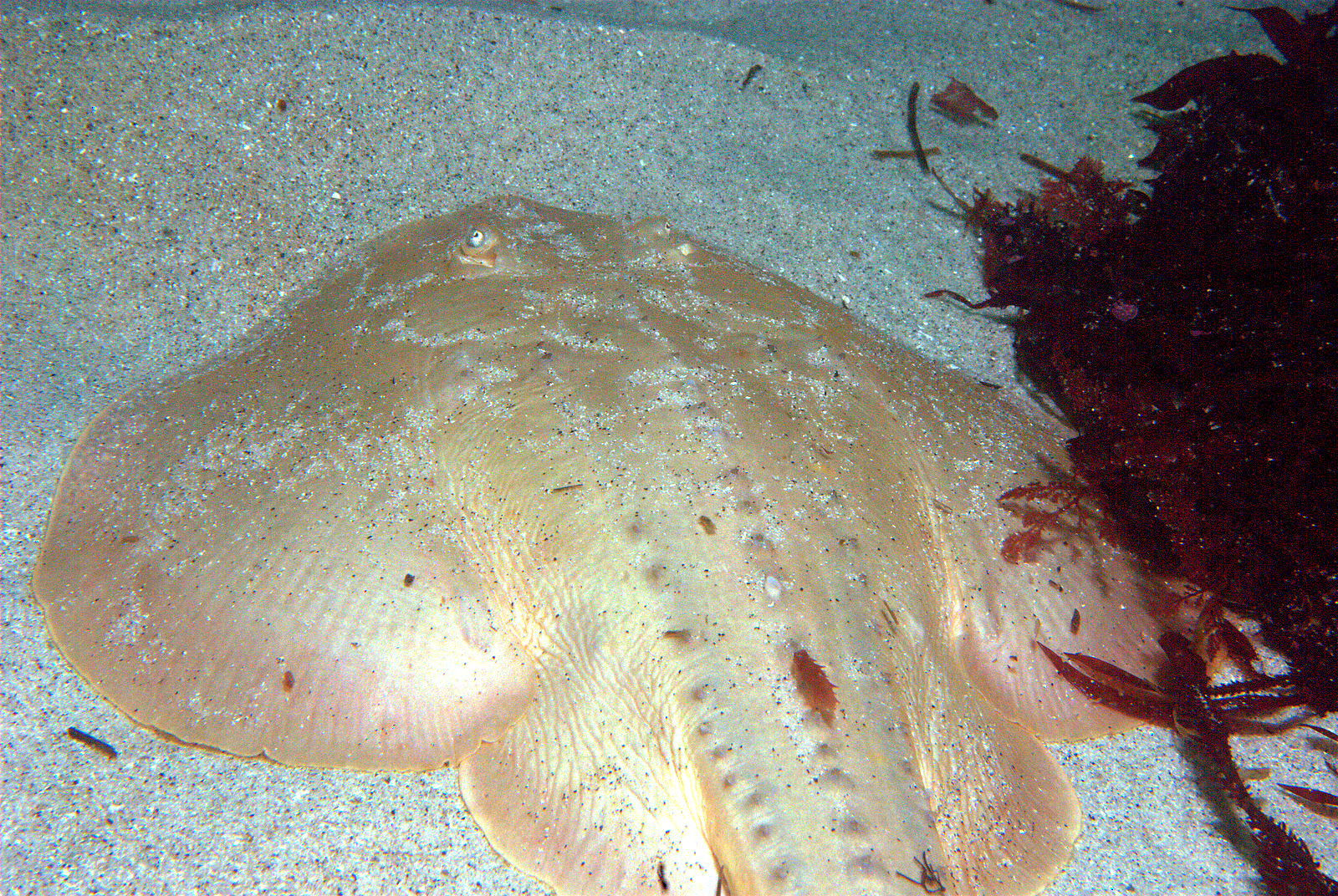
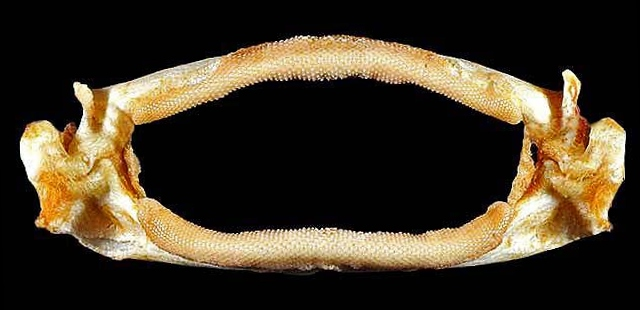
Az állkapcsa